# Čao Meng-fu
Čao Meng-fu (čínsky pchin-jinem Zhào Mèngfǔ, znaky zjednodušené 赵孟俯, tradiční 趙孟頫, 1254–1322), byl čínský umělec žijící v říši Jüan. Byl nejvýznačnějším myslitelem své doby, významný je jeho přínos v kaligrafii, malířství, literatuře i teorii umění.

## Jména

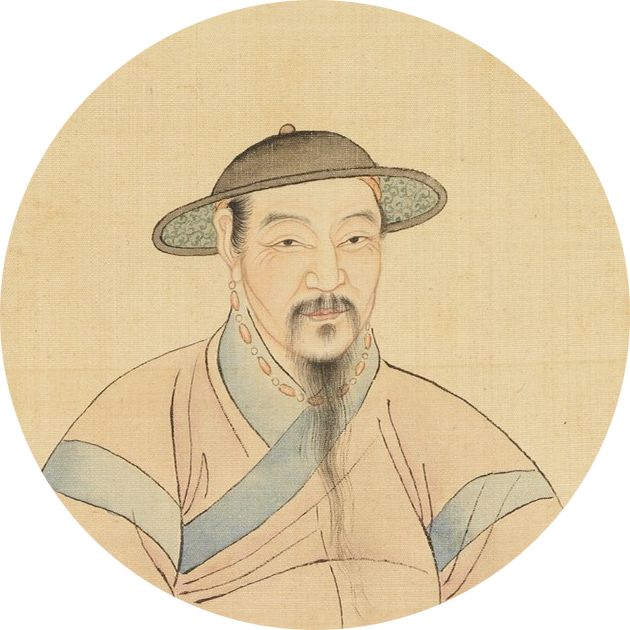
Čao Meng-fu, anonymní kopie autoportrétu

Čao Meng-fu používal zdvořilostní jméno C’-ang (čínsky pchin-jinem Zǐáng, znaky 子昂) a pseudonymy Sung-süe tao-žen (čínsky pchin-jinem Sōngxuě dàorén, znaky 松雪道人, „Mistr od sosen a sněhu“), Ou-po (čínsky pchin-jinem Ōubō, znaky zjednodušené 鸥波, tradiční 鷗波) a Šuej-ťing-kung tao-žen (čínsky pchin-jinem Shuǐjīnggōng dàorén, znaky zjednodušené 水精宫道人, tradiční 水精宮道人, „Mistr křišťálového paláce“).

## Život a dílo

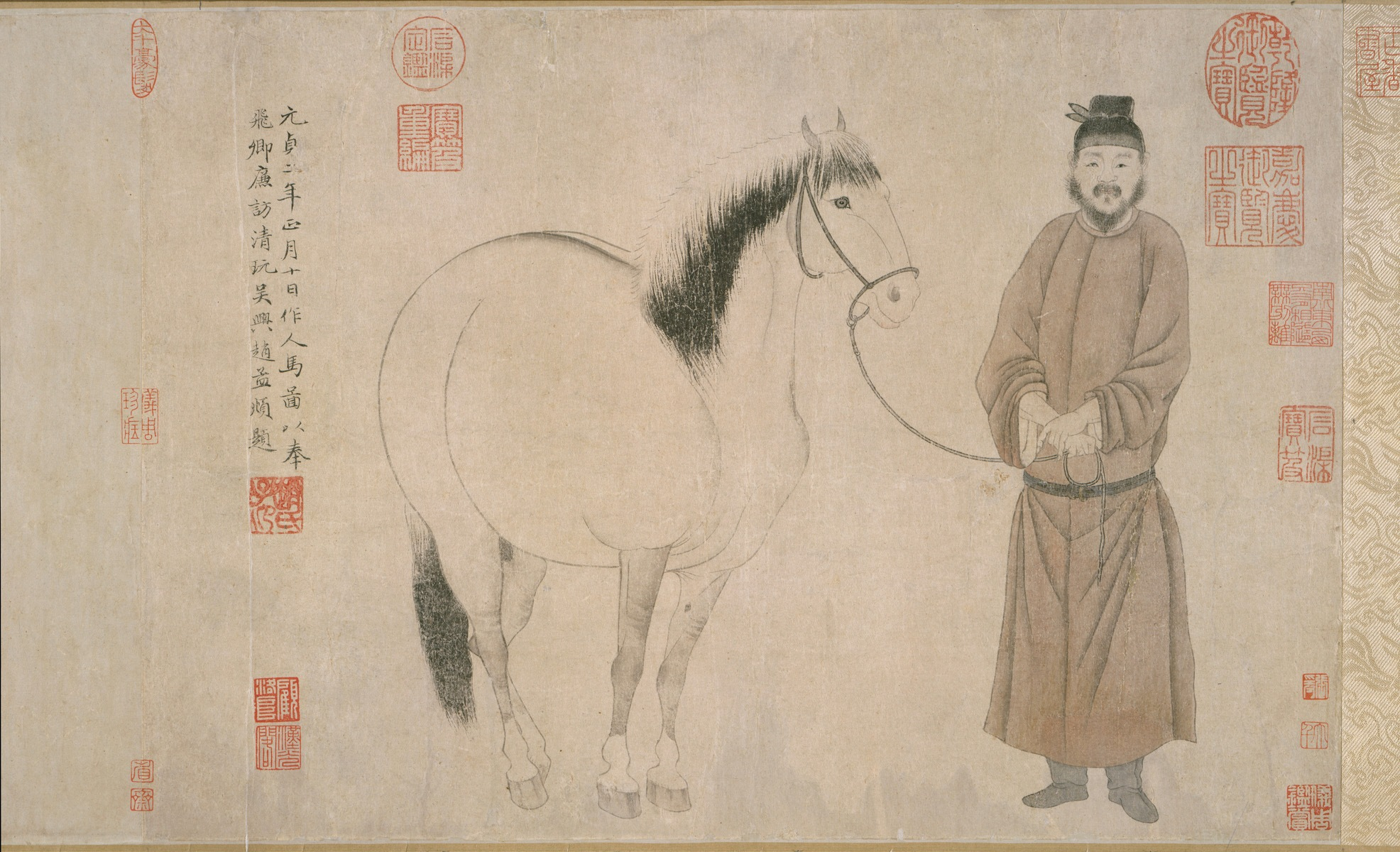
Čao Meng-fu, Muž a kůň, 1296, Metropolitní muzeum umění, New York

Čao Meng-fu pocházel z Chu-čou (v jihočínské provincii Če-ťiang), narodil se roku 1254, byl potomkem jedné z vedlejších větví dynastie Sung. V mládí se mu dostalo kvalitního vzdělání, studoval i na státní univerzitě, procestoval Čínu a v kulturních centrech se seznámil s tvorbou umělců minulosti. Proslul jako znalec klasické literatury a literární kompozice. Jeho věhlas mu u vlády říše Jüan vynesl nabídku úředního místa v hlavním městě, Pekingu, které roku 1286 přijal. Jüanská vláda mělo o jeho spolupráci zvláštní zájem, loajalita potomka sungského vládnoucího rodu totiž podpořila legitimitu její vlády nad Čínou.

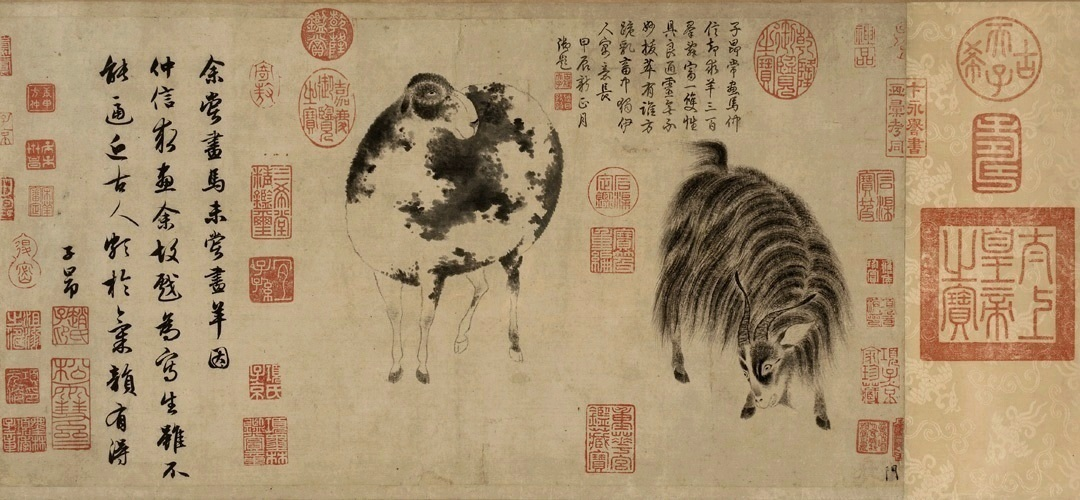
Čao Meng-fu, Ovce a koza, Freer Gallery of Art

Přízní chána Kublaje i následujících císařů zaujal vysoké posty na ministerstvu vojenství, v regionálních úřadech a později v akademii Chan-lin. Na ministerstvu vojenství se zasadil o reformu pošty, podporoval též snížení vysokých daní placených čínskými poddanými. Spolupráci s mongolskou vládou kritizovali jeho současníci i pozdější vzdělanci; jeho kritici se kvůli spolupráci s Mongoly stavěli s despektem i k jeho dílu. On naopak argumentoval, že v novém režimu má více svobody: zatímco pravidla sungské malířské akademie dvorské umělce omezovala, Mongolové je nechali tvořit volně.
Byl největším myslitelem své doby a ústřední postavou jüanské literátské kultury, současníky srovnávanou s géniem Su Š’a. Byl autorem konceptu „návratu ke stylům mistrů minulosti“ (fu-ku), který si získal mnoho následovníků a hluboce oblivnil čínskou literátskou kulturu v následujících staletích. Psal také o teorii umění, slavná je jeho báseň na malbě skalky s bambusem:
| „ | Kameny jsou jako „letící bílá“, stromy jako pečetní písmo, pro malbu bambusu je potřeba zvládnout „osm tahů znaku jung (永)“. Kdo všechny tyto tahy umí, ví, že kaligrafie a malba mají společné kořeny. | “ |

V níž formuloval svůj názor na blízkost malířství a kaligrafie. Jako všestranný malíř se věnoval všem žánrům, jak tušové malbě zaměřené na „vystižení duchovní podstaty“, tak archaizujícím zelenomodrým krajinám. V žánru květin a ptáků jsou známé jeho skalky s bambusem, tvořil i figurální malby, velké místo v jeho dílu zaujímají obrazy koní (ve stylu tchangského Chan Kana).

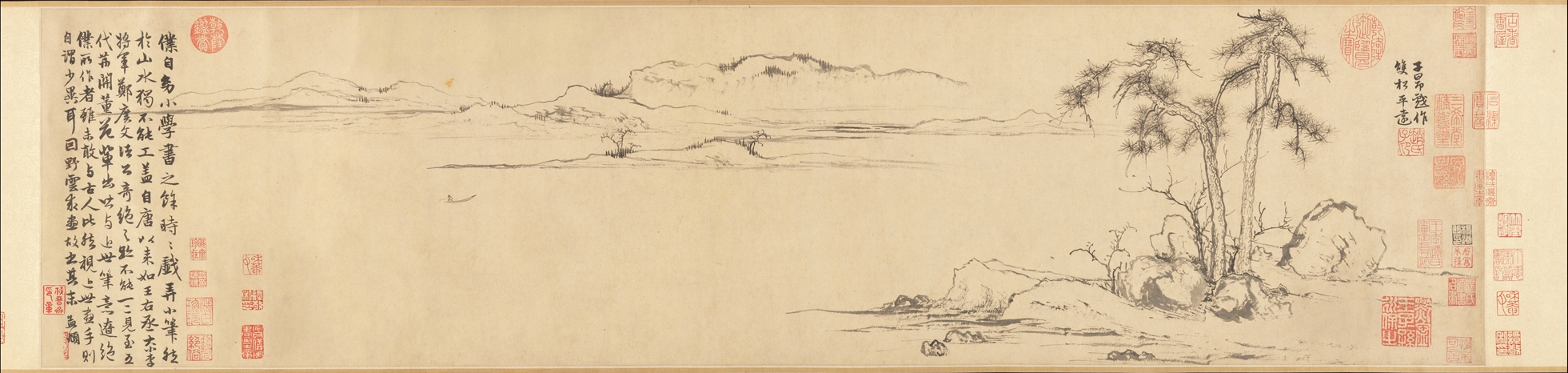
Čao Meng-fu, Dvě borovice a rovina v dáli, cca 1310, Metropolitní muzeum umění, New York

I kaligrafii se věnoval v celé její šíři. Jeho malé vzorové písmo je i v 21. století používáno jako jeden z nejčastějších fontů. Obdivováno je i jeho kurzivní písmo, které mělo řadu následovníků; on sám si za vzor vzal zprvu jihosungského císaře Kao-cunga, ale poté, co se mu dostala do rukou kopie Předmluvy ke sbírce básní složených u pavilonu orchidejí ťinského kaligrafa Wang Si-č’a, změnil svou kurzivu podle něho. Oživil archaické styly čínského písma, které dostal do povědomí vzdělanců jako použitelné: psal v malé a velké pečeti i úřednickém písmu. V pečetním písmu přitom více než na chanské autory navazoval na tchangské a sungské kaligrafy.
Zemřel roku 1322. Měl řadu žáků a následovníků, jeho vliv trval po staletí.
Umělcem byl i jeho syn Čao Jung, malíř koní, a manželka Kuan Tao-šeng, kaligrafka a malířka významná malbou bambusu.